# Giuliano Grande
Giuliano Grande (Monsummano Terme, 2 gennaio 1961) è un attore e caratterista italiano.

## Biografia
La sua notorietà si deve principalmente alla partecipazione a diversi film di Leonardo Pieraccioni (tra i quali Il ciclone, nel quale si esibiva nel suo tormentone Che ce l'hai il Gratta & Vinci te?) e di altri registi toscani. Legato alle produzioni cinematografiche del gruppo Cecchi Gori, ha preso parte anche a diversi cortometraggi.

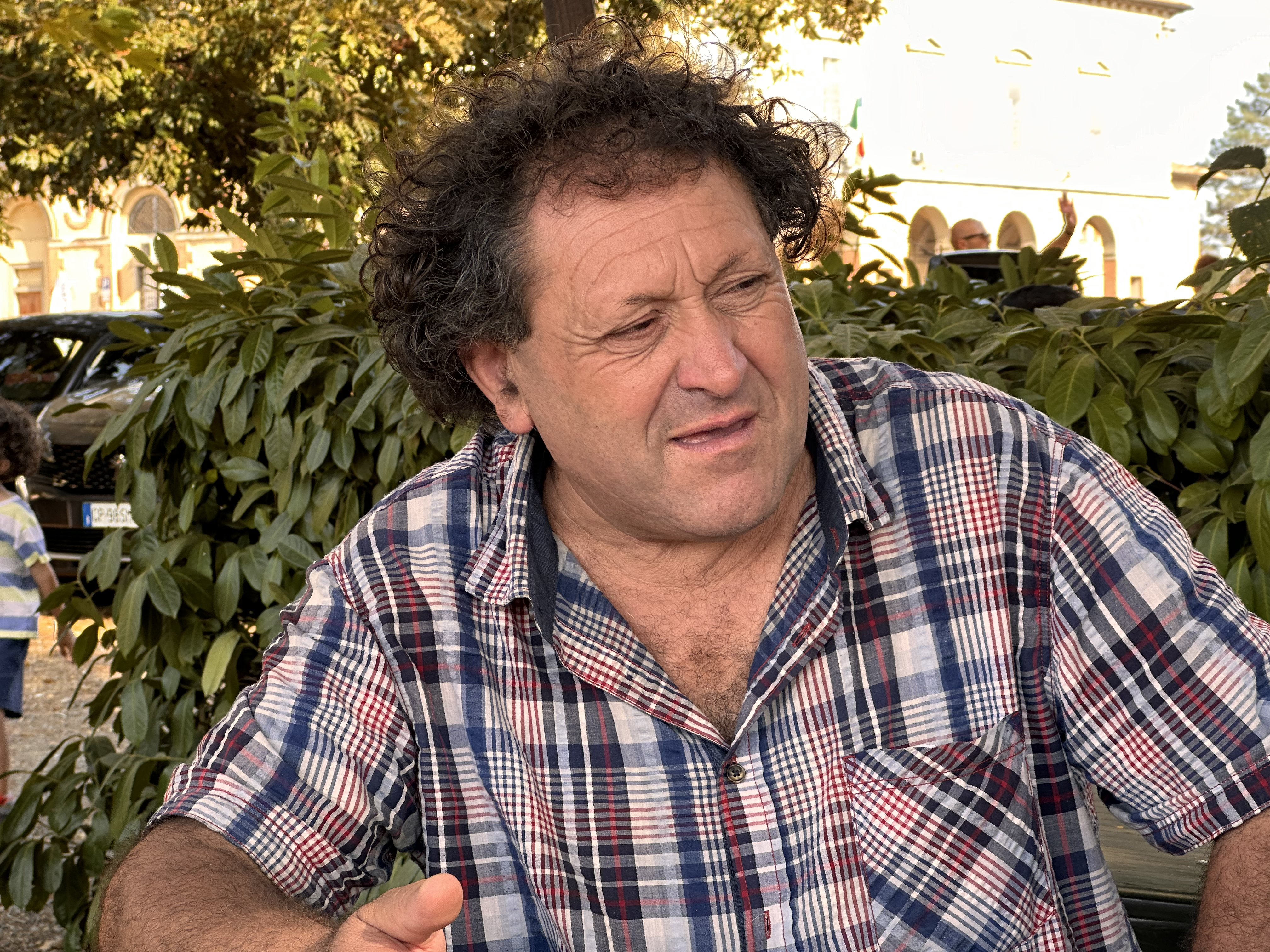
Uno scatto di Giuliano Grande, presso il Parco delle Cascine a Firenze, durante le riprese di un documentario su Carlo Monni, diretto da Romeo Conte

## Filmografia

### Cinema
- Ho vinto la lotteria di capodanno, regia di Neri Parenti (1989)
- Zitti e mosca, regia di Alessandro Benvenuti (1991)
- Miracolo italiano, regia di Enrico Oldoini (1994)
- I laureati, regia di Leonardo Pieraccioni (1995)
- Il ciclone, regia di Leonardo Pieraccioni (1996)
- Fuochi d'artificio, regia di Leonardo Pieraccioni (1997)
- I volontari, regia di Domenico Costanzo (1998)
- Lucignolo, regia di Massimo Ceccherini (1999)
- Il pesce innamorato, regia di Leonardo Pieraccioni (1999)
- Faccia di Picasso, regia di Massimo Ceccherini (2000)
- A ruota libera, regia di Vincenzo Salemme (2000)
- Il principe e il pirata, regia di Leonardo Pieraccioni (2001)
- La mia vita a stelle e strisce, regia di Massimo Ceccherini (2003)
- Il paradiso all'improvviso, regia di Leonardo Pieraccioni (2003)
- La mia vita a stelle e strisce, regia di Massimo Ceccherini (2003)
- Tutti all'attacco, regia di Lorenzo Vignolo (2005)
- Ti amo in tutte le lingue del mondo, regia di Leonardo Pieraccioni (2005)
- Una moglie bellissima, regia di Leonardo Pieraccioni (2007)
- Cenci in Cina, regia di Marco Limberti (2009)
- La brutta copia, regia di Massimo Ceccherini (2013)
- Uscio e bottega, regia di Marco Daffra (2014)

### Televisione
- Il ciclone... oggi - Ricordi e ritagli di un film evento, regia di Leonardo Scucchi e Bruno Santini – documentario (2016)

### Cortometraggi
- La vita è tutto, regia di Matteo Querci (2011)